# Octavia Thurina maior
Octavia Thurina (bijgenaamd maior, d.i. de Oudere), een dochter van Gaius Octavius bij zijn eerste vrouw Ancharia. Ze was een halfzuster van Gaius Iulius Caesar Octavianus (Augustus) en Octavia Thurina minor. Zij was gehuwd met Sextus Appuleius. Haar zoon Sextus Appuleius was consul in 29 v.Chr. Weinig is geweten over haar leven. Ze leefde in ieder geval nog in 40 v.Chr. Plutarchus zegt dat ze een knappe en bewonderenswaardige vrouw was.